# La Tête de Normande St-Onge
Pour plus de détails, voir Fiche technique et Distribution.
La Tête de Normande St-Onge est un film québécois réalisé par Gilles Carle en 1975.

## Synopsis
Normande St-Onge habite un immeuble vétuste de trois étages : au rez-de-chaussée loge un artisan, au-dessus c'est elle en compagnie de Bouliane, son ami et au dernier étage, loge une vieille dame ("mégère") alcoolique, sourde et folle, en compagnie de son petit-fils adolescent, Jérémie. Normande poursuit des cours de danse avec l'intention de faire une carrière artistique, travaille comme commis dans une pharmacie pour vivre, supporte financièrement Pierrette, sa sœur qui est asthmatique et plus ou moins droguée, et enfin se débat avec l'asile afin d'en faire sortir sa mère qui y est internée. Un jour qu'elle est venue chercher de l'aide chez le frère de sa mère, riche avocat, elle fait la connaissance de Carol, jeune garçon un peu fou, mystérieux, illusionniste et magicien. Mis à la porte de chez lui, il ne sait où aller et Normande offre de l'héberger.

## Fiche technique
- Titre : La Tête de Normande St-Onge
- Réalisation : Gilles Carle
- Scénario : Ben Barzman
- Directeur de la photographie : Michel Brault
- Musique originale : Lewis Furey
- Pays :  Canada
- Langue : français
- Durée : 117 minutes
- Date de sortie : 
  - Canada : 30 octobre 1975

## Distribution
- Carole Laure : Normande Saint-Onge
- Raymond Cloutier : Walter Bouliane
- Reynald Bouchard : Carol Chalifoux
- Renée Girard : Berthe Saint-Onge
- Carmen Giroux : Pierrette Saint-Onge
- J. Léo Gagnon : le sculpteur
- Anne-Marie Ducharme : Madame Vieilleux
- Gaëtan Guimond : Jérémie Vieilleux
- Denys Arcand : Oncle Jean-Paul
- Yves Massicotte : Le docteur Ostigny
- Robert Gravel : Un policier
- Jean Comtois : Un policier
- Claude Gai : Le restaurateur